# Newton, Massachusetts

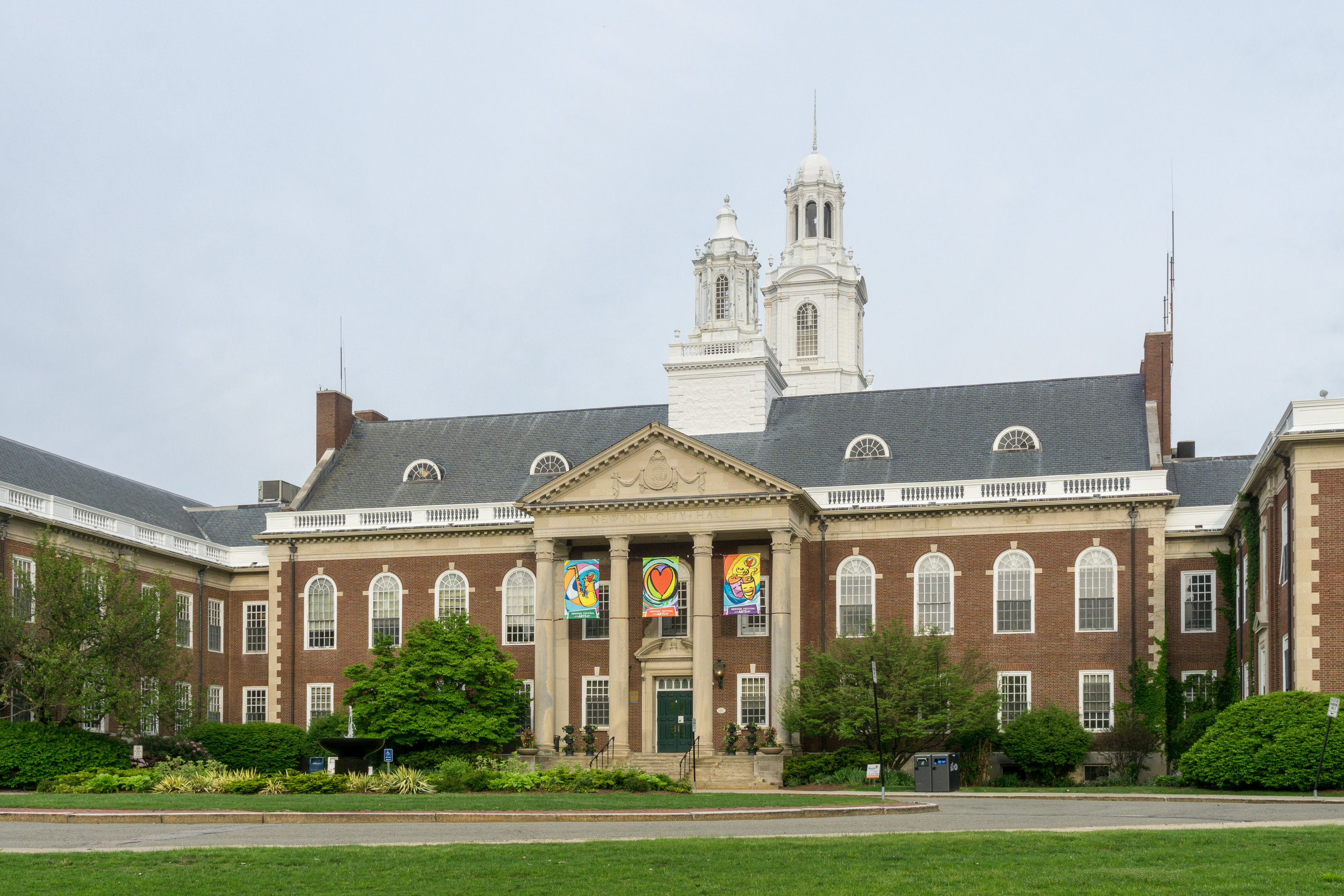

Newton, eller The Garden City, "trädgårdsstaden", som den också kallas, är en stad (city, inte town) i delstaten Massachusetts i USA. År 2000 uppskattades det bo runt 83 000 personer i staden.
Newton är en av de äldsta städerna i USA, och dess historia går tillbaka till 1630. Staden är känd för sitt rika kulturliv och sina många skolor och högre lärosäten.